# بخش‌های دپارتمان ارول
بخش‌های دپارتمان ارول (انگلیسی: Arrondissements of the Hérault department) شامل ۳ بخش به شرح زیر است:
1. بخش بزیر با ۱۵۳ کمون (فرانسه) و جمعیت ۳۰۸ هزار نفر در سال ۲۰۱۳ می‌باشد.
2. بخش لودو با ۱۲۲ کمون (فرانسه) و جمعیت ۹۳ هزار نفر در سال ۲۰۱۳ می‌باشد.
3. بخش مونپلیه با ۶۸ کمون (فرانسه) و جمعیت ۶۸۹ هزار نفر در سال ۲۰۱۳ می‌باشد.